# Podzsang kogurjói király
Podzsang (Bojang) (? – 682) az ókori Kogurjo (Goguryeo) állam huszonnyolcadik, utolsó királya volt.

## Élete
Ko Dzsang (Go Jang) néven született, apja Ko Dejang (Go Daeyang), Jongnju (Yeongnyu) öccse volt. 642-ben Jon Geszomun (Yeon Gaesomun) katonai vezető puccsot hajtott végre, megölte Jongnju (Yeongnyu) királyt és Podzsang (Bojang) ültette a trónra, a hatalmat azonban maga gyakorolta.
Miután Silla Tang segítséggel eltiporta Pekcsét (Baekjét) 660-ban, Kogurjo (Goguryeo) lett a következő célpont. 661-ben több hónapig ostromolták a fővárost, bevenniük azonban nem sikerült. Bár ezt a támadást visszaverték, Kogurjo (Goguryeo) jelentősen meggyengült az évtizedek óta tartó háborúskodás miatt. Ráadásul 666-ban Jon Geszomun (Yeon Gaesomun) meghalt, amit követően a fiai és az öccse között hatalmi harc kezdődött. A Tangok kihasználták a lehetőséget, Li Csi (Li Ji) seregei visszavették a mandzsúriai területek jó részét és bekerítették a fővárost. 668-ban Podzsang (Bojang)ot és mintegy 200 000 embert Tangba hurcoltak, a Kogurjo (Goguryeo) birodalom szétesett. Bár a Tangok megpróbálták nyugtatni a lakosokat azzal, hogy formálisan továbbra is Podzsang (Bojang) volt a király, 681-ben Podzsang (Bojang) szervezkednki kezdett hazafiakkal és egy nomád törzzsel hatalma visszaállításához, ezért a Tangok Szecsuan (Sichuan)ba száműzték, ahol egy évvel később meg is halt.
Tang elfoglalta a meghódított kogurjói (goguryeói) területeket, nem adva a zsákmányból Sillának. Silla ezért, és mert mindenképp ki akarta szorítani a kínaiakat a félszigetről, támogatta a rövid életű és kis területű Podok (보덕; 報德, Bodeok) állam létrejöttét, melynek királyává Podzsang (Bojang) illegitim fiát, Anszung (Anseung)ot (안승; 安勝) tették meg. Silla katonai támadásokat is indított a korábbi kogurjói (goguryeói) területekért és végül sikerült a déli területeket megszereznie és 676-ban egyesítette a félsziget déli részét az uralma alatt.